# Jean Reinartz
Jean Reinartz (* 21. März 1889 in Köln; † 24. Dezember 1957 in Eiserfeld) war ein deutscher Chorleiter und Komponist. Einige seiner Werke für Männerchor gehören zum Standardrepertoire vieler Amateurchöre, so zum Beispiel Frühlingsboten, Requiem oder Laß mich träumen beim Wein.
Sein Sohn war der 1911 in Düsseldorf geborene Dirigent und Hochschullehrer Hanns Reinartz.